# باور ميتال
باور ميتال (بالإنجليزية: Power Metal)‏ هو أحد أنواع موسيقى الهيفي ميتال (Heavy Metal)، وتشتهر في أمريكا وفي أوروبا.